# Amilton Alexandre
Amilton Alexandre, mais conhecido como Mosquito (Florianópolis, 31 de julho de 1959 — Palhoça, 13 de dezembro de 2011) foi um militante social, jornalista e blogueiro brasileiro, conhecido pela sua participação na Novembrada e pelo seu blog Tijoladas.

## Novembrada
Foi um dos sete estudantes da Universidade Federal de Santa Catarina que organizaram o protesto à visita que o então presidente João Batista Figueiredo fez em Florianópolis, no dia 30 de novembro de 1979. Preso no dia seguinte e autuado pela Lei de Segurança Nacional, foi absolvido em 1982.

## Blog Tijoladas
Após se formar em administração pela UFSC, Amilton possuiu e trabalhou em diversos ramos, com destaque para o Bar Havana, na capital catarinense. Em 2008 resolveu montar o blog Tijoladas do Mosquito, onde denunciou vários crimes de corrupção, principalmente no campo político. O blog foi censurado várias vezes devido às inúmeras denúncias que publicava.

## Polêmicas
- Publicou o vídeo onde uma desembargadora tenta dar carteirada em blitz[2] e a própria desembargadora processou Amilton por difamação.
- Divulgou o ato infracional onde dois adolescentes estupraram uma outra adolescente; o fato de um dos envolvidos ter ligação com a família Sirotsky, proprietária do grupo RBS, fez com que Mosquito ganhasse fama repentina na internet mas também colecionasse inimigos.[3]
- Possuía mais de 30 processos, a maioria movidos por políticos de considerável influência.[4]

## Falecimento
Foi encontrado morto em sua residência, no município de Palhoça.